# 城山 (伊豆市)
城山（しろやま）は、静岡県伊豆市にある標高248 mの山。
伊豆市中心部の西側に位置し、東麓には狩野川が流れ、その川岸に市役所と伊豆赤十字病院がある。南西方向には修善寺温泉街がある。山頂には修善寺テレビ中継局が置かれている。

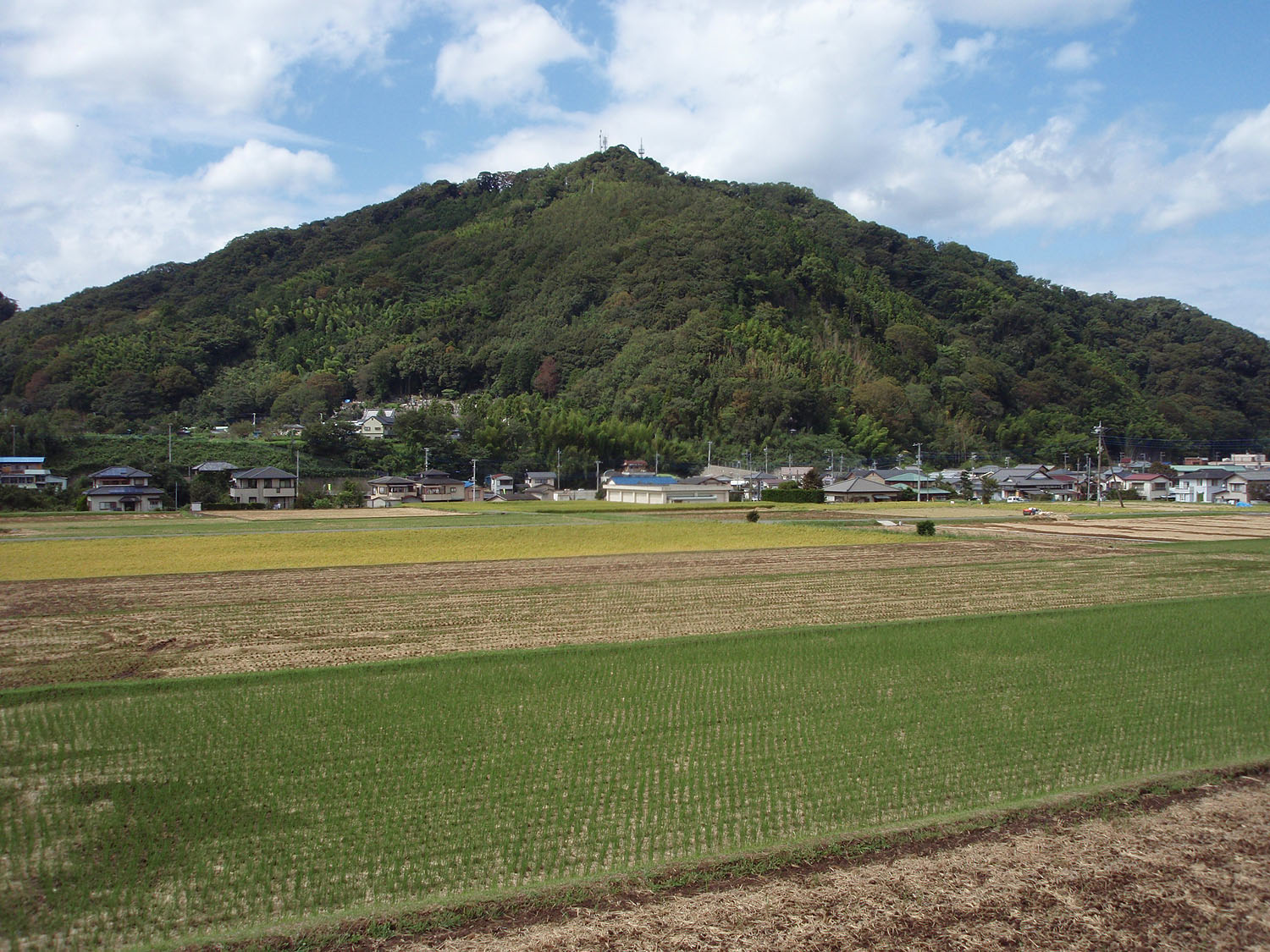
東南東から望む

1964年（昭和39年）に地元旅館組合が中心となって、修善寺ロープウェイ（別名 城山ロープウェイ）が山の北西に開業し、26人乗りのゴンドラが山麓駅から修善寺川（桂川）を越え、山頂駅まで片道4分で客を運んでいた。当時の山頂には展望台や飲食施設などがあった。1977年（昭和52年）にはロープウェイが廃止された。現在では当時ほど眺めはよくないが南東方向に展望がある。
南北朝時代には畠山国清が山頂に『修善寺城』を構え、1361年（南朝：正平16年、北朝：康安元年）に弟二人と共に謀反を起し、沼津市と伊豆の国市の境界にある発端丈山の『三津城』と、伊豆の国市の『金山城』の3城で鎌倉公方勢を迎え打ち、最後は修善寺城にて籠城戦を展開したが兵糧が尽き果て、翌年（1362年）降伏した。現在でも山頂には城のなごりの地形が残る。